# Laia Pèlachs
Laia Pèlachs i Masanas (16 de diciembre de 1998) es una deportista española que compite en piragüismo en la modalidad de aguas tranquilas.
Ganó dos medallas en el Campeonato Europeo de Piragüismo, en los años 2021 y 2022.

## Palmarés internacional
| Campeonato Europeo | Campeonato Europeo | Campeonato Europeo | Campeonato Europeo |
| Año                | Lugar              | Medalla            | Competición        |
| ------------------ | ------------------ | ------------------ | ------------------ |
| 2021               | Poznań (Polonia)   | Medalla de plata   | K2 500 m           |
| 2022               | Múnich (Alemania)  | Medalla de bronce  | K2 1000 m          |